# Athelges bilobus
Athelges bilobus är en kräftdjursart som beskrevs av Georg Ossian Sars 1898. Athelges bilobus ingår i släktet Athelges och familjen Bopyridae. Arten är reproducerande i Sverige. Inga underarter finns listade i Catalogue of Life.